# Amine Harit
Amine Harit (en arabe : أمين حارث), né le 18 juin 1997 à Pontoise, dans le Val-d'Oise, est un footballeur international marocain jouant au poste de milieu offensif ou d'ailier à l'Olympique de Marseille.
Formé au FC Nantes, il s'engage en 2017 au FC Schalke 04 où il est élu meilleure recrue de l'année de la Bundesliga en 2018, son club terminant la saison vice-champion d'Allemagne. En 2021, il est prêté à l'Olympique de Marseille qui termine la saison vice-champion de France. Harit rejoint définitivement Marseille en 2023.
Champion d'Europe en 2016 avec l'équipe de France des moins de 19 ans, il opte en 2017 pour l'équipe du Maroc sous Hervé Renard et prend part à la Coupe du monde 2018. Il participe également à la CAN 2023.

## Biographie

### Jeunesse et débuts
Amine Harit naît le 18 juin 1997 à Pontoise (en région d'Île-de-France) au sein d'une famille marocaine originaire de Casablanca.
Il grandit dans le quartier des Louvrais où il fréquente les petits terrains. Très attaché au pays d'origine de ses parents, il passe chaque été dans les rues de Aïn Chock, où il rend visite à sa famille et se fait des amis qu'il ne voit qu'en été. Étant un grand fan de foot, il est emmené par son père au stade Mohammed-V pour voir le Wydad Athletic Club jouer, ce qui lui donne très vite l'envie d'une carrière footballistique.
Âgé de six ans, il est inscrit par ses parents à Argenteuil CO. Il passe ensuite par l'Espérance Paris 19e, le Paris SG puis le Red Star. Alors qu'il fait aussi de la natation en club, il privilégie le football pour intègrer le centre de formation du FC Nantes en 2012.

### Carrière en club

#### FC Nantes (2015-2017)

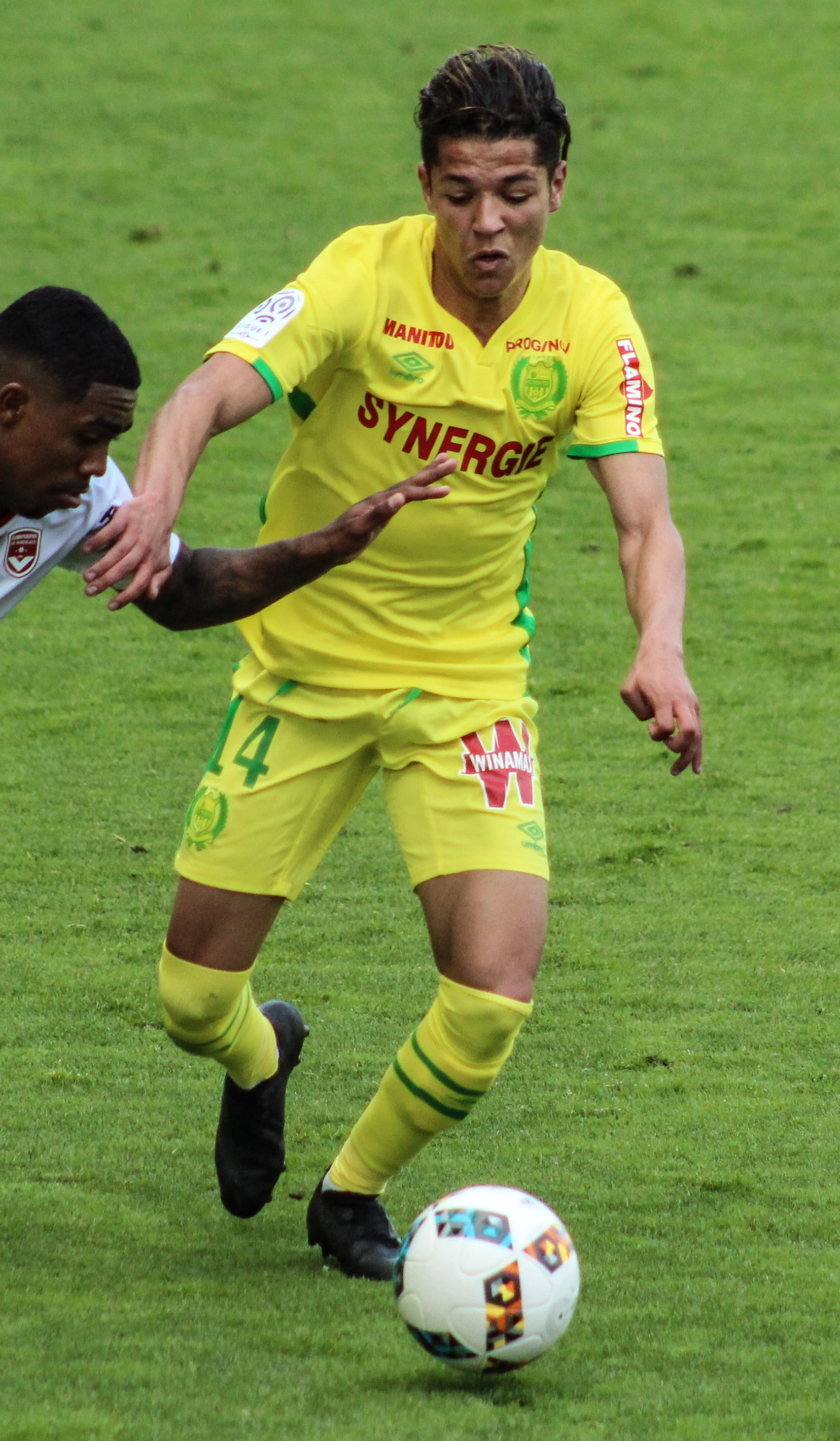
Harit (ici en 2017) face aux Girondins de Bordeaux.

Il fait ses débuts senior avec l'équipe réserve du FC Nantes le 25 avril 2015 contre le Pau FC en CFA. La saison suivante, il dispute quatorze matchs et inscrit un but.
Auteur de bonnes prestations à l'Euro 2016 avec l'équipe de France -19 ans vainqueur du tournoi, il est titularisé d'entrée contre le Dijon FCO par le nouvel entraîneur René Girard lors du match d'ouverture de la saison 2016-2017 de Ligue 1. Il est élu à cette occasion meilleur dribbleur de cette première journée de Ligue 1 avec six dribbles réussis. Il est supervisé d'entrée par le Bayern Munich et l'Olympique lyonnais. Le 16 décembre 2016, il inscrit son premier but en professionnel lors de la 18e journée de championnat face à Angers SCO (victoire, 0-2).
Ses prestations en club lui valent une convocation en équipe de France -20 ans pour prendre part à la Coupe du monde des moins de 20 ans. Cependant, son club termine à la 7e place de Ligue 1. Il déclare à propos de cette saison : « À Nantes, j'avais l'image du petit con qui voulait sortir en soirée et qui n'était pas sérieux. C'était compliqué pour moi de changer cette perception. ».

#### FC Schalke 04 (2017-2021)
Le 10 juillet 2017, le FC Schalke 04 annonce la signature d'Amine Harit pour une durée de quatre ans pour dix millions d'euros. Onze jours après, il participe à son premier match en amical face au FC Internazionale Milano (match nul, 1-1).
Le 14 août 2017, il dispute son premier match officiel à l'occasion d'un match de Coupe d'Allemagne face au BFC Dynamo. Il est remplacé à la mi-temps (victoire, 0-2). Le 19 août 2017, il délivre une passe décisive pour sa première titularisation et son premier match en Bundesliga face au RB Leipzig (victoire, 2-0).
Le 25 novembre 2017, Schalke 04 est mené 4-0 chez le Borussia Dortmund après seulement 25 minutes de jeu. Il entre à la 33e minute et se montre décisif. Il provoque dès son entrée en jeu une faute de Pierre-Emerick Aubameyang qui reçoit un carton rouge puis inscrit le deuxième but de Schalke à la 65e minute. Le match se termine sur une égalisation de Naldo en toute fin de match (4-4). Une semaine plus tard, il est de nouveau buteur face au FC Cologne (match nul, 2-2). Il termine sa première saison au FC Schalke 04 avec trois buts marqués et trois passes décisives en 31 matchs, son club étant vice-champion d'Allemagne, à 21 points du Bayern Munich.

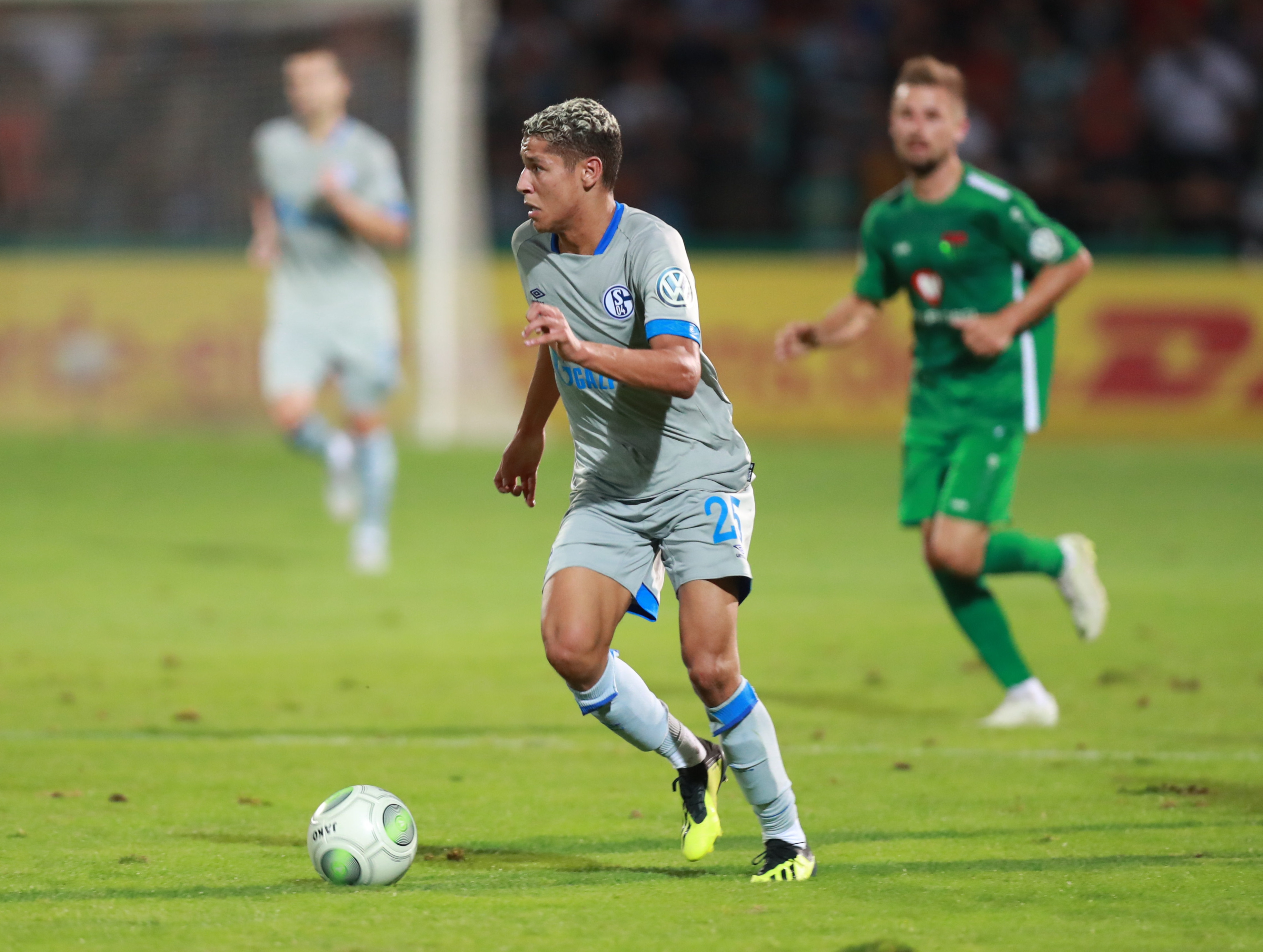
Harit en action face au FC Schweinfurt en 2018.

De retour de la Coupe du monde 2018 en Russie avec l'équipe du Maroc, il provoque un accident de la route mortel alors qu'il est en vacances à Marrakech. Cet événement rend difficile son début de saison 2018-2019 : « J'ai essayé d'être le même que la saison d’avant, j'ai tout fait pour, mais une fois sur le terrain, je me disais mais non, je n'y arriverai pas. Au fond de moi, ça n'allait pas et je me mentais. Avec Schalke, on a perdu les cinq premiers matchs. J'étais titulaire à la première journée et je suis resté sur le banc les quatre suivantes. Ce qui m'est arrivé a été énormément commenté en Allemagne mais il n'y a pas qu'Amine Harit. Malheureusement, j'étais la cible la plus facile. » Ce drame affecte énormément sa saison, il ne dispute que la moitié des matchs et n'inscrit qu'un seul but, son club terminant la saison à la 14e place du championnat.
Il réalise un bon début de saison 2019-20 et se distingue notamment le 15 septembre avec un doublé face au SC Paderborn 07 ainsi que le 20 septembre face au FSV Mayence où il effectue une passe décisive puis marque à la 89e minute, offrant la victoire (2-1) à son équipe. Il est nommé joueur du mois de septembre de Bundesliga. Le 11 décembre 2019, Harit prolonge son contrat jusqu'en juin 2024 avec le club de Gelsenkirchen. Le 4 février 2020, il inscrit un but en huitièmes de finale de la Coupe d'Allemagne face au Hertha BSC (victoire, 3-2 et qualification en quarts de finale). Le 13 mars 2020, la fédération allemande de football annonce l'arrêt du championnat allemand à cause de la pandémie de Covid-19. La reprise a lieu le 16 mai 2020 à l'occasion d'un match de championnat face au Borussia Dortmund dans lequel il est titularisé (défaite, 4-0). Lors d'un entraînement, il est touché aux ligaments et est contraint de rater le restant de la saison.
Le 18 septembre 2020, Il fait son retour de blessure à l'occasion de la première journée de championnat face au Bayern Munich (défaite, 8-0). Auteur d'un début de saison moyen, il se distingue le 9 janvier 2021 pour son 100e match avec Schalke 04 en délivrant trois passes décisives  et en marquant le dernier but d'un succès 4-0 contre Hoffenheim en Bundesliga. Le club met ainsi fin à une série de 30 matchs sans victoire en championnat. Il inscrit son deuxième but de la saison le 12 mai 2021, face au Hertha Berlin, mais cela n'empêche pas le FC Schalke 04 de terminer à la dernière place du championnat et d'être relégué en D2 allemande.
Le 29 août 2021, alors que son contrat prend fin en juin 2024, il annonce sur ses réseaux sociaux son départ sous forme de prêt à l'Olympique de Marseille, après quatre années passées au club.

#### Olympique de Marseille (2021-)
Le 2 septembre 2021, il arrive du FC Schalke 04 en prêt pour une saison, sans option d'achat. Il hérite du numéro 7 sous Jorge Sampaoli.
Le 11 septembre 2021, pour sa première apparition sous le maillot marseillais, il est auteur d'une passe décisive lors de la victoire 2-0 contre l'AS Monaco. Le 19 septembre 2021, il inscrit son premier but de la saison face au Stade rennais (victoire, 2-0). Le 2 janvier 2022, à l'occasion d'un match de Coupe de France, il inscrit le troisième but du match à la 80e minute face à l'US Chauvigny (0-3). Le 13 mars 2022, il inscrit son deuxième but de la saison en Ligue 1 face au Stade brestois 29 (victoire, 1-4). Le 3 avril 2022, il inscrit le quatrième but marseillais face à l'AS Saint-Étienne (victoire, 2-4). Le 20 avril 2022, il inscrit le but de la victoire en Ligue 1 face au FC Nantes (3-2). L'Olympique de Marseille termine la saison vice-champion de France avec 71 points.
Le 1er septembre 2022, le club annonce une nouvelle saison pour Amine Harit au sein de l'effectif qualifié en Ligue des champions de l'UEFA, sous forme d'un nouveau prêt mais avec option d'achat. Le 3 septembre 2022, il dispute son premier match de la saison face à l'AJ Auxerre en entrant en jeu à la 81e minute (victoire, 0-2). Le 7 septembre 2022, il dispute son premier match de Ligue des champions sous le maillot de Marseille face à Tottenham Hotspur FC en entrant en jeu à la 71e minute (défaite, 2-0). Le 4 octobre 2022 est l'occasion de sa première titularisation en Ligue des champions sous le maillot de Marseille lors du match à domicile face au Sporting CP. Il inscrit un but à la 16e minute et délivre une passe décisive à la 28e minute sur le 3e but (victoire, 4-1). Il est désigné homme du match. Au match retour au Portugal une semaine plus tard, il est à nouveau désigné homme du match, après avoir provoqué un penalty et délivré une passe décisive sur le deuxième but (victoire, 0-2). Il déclare à propos de ce match : « Quand je suis décisif et que j’aide l’équipe à gagner, je suis très heureux à la fin du match. Mais je pense qu’avec du travail, je peux encore améliorer certains détails de mon jeu. »
Le 13 novembre 2022, alors qu'il est à la veille de rejoindre la sélection marocaine au Qatar pour disputer la Coupe du monde 2022, il sort sur blessure à la 61e minute, évacué sur civière, à l'occasion du dernier match de championnat avant la trêve internationale,. Le club annonce qu'il souffre d'une entorse des ligaments croisés, ce qui annonce une fin de saison avec l'OM en plus de sa non participation au mondial.
Le 1er juillet 2023, l'Olympique de Marseille annonce la levée de son option d'achat obligatoire pour environ 5 millions d'euros, et un contrat pour une durée de quatre ans Le 15 juillet, il retrouve le terrain pour la première fois depuis sa blessure, entrant en jeu lors d'un match amical de pré-saison contre Nîmes Olympique à la 68e minute au Centre d'entraînement Robert-Louis-Dreyfus (victoire, 2-0). Son arrêt a duré huit mois et deux jours. Il retrouve le banc en début de saison car il ne convient pas au système de jeu de Marcelino qui vient de remplacer Igor Tudor. Le 21 septembre, après un changement d'entraîneur à la suite du limogeage de Marcelino, il retrouve sa place de titulaire à l'occasion d'un match de Ligue Europa contre l'Ajax Amsterdam à la Johan Cruyff Arena où il livre une passe décisive sur les deux premiers buts marseillais (match nul, 3-3). Deux semaines plus tard, toujours en Ligue Europa, il est titularisé contre Brighton & Hove Albion FC et délivre une passe décisive sur le deuxième but marseillais (match nul, 2-2). Il est désigné meilleur joueur du club du mois de septembre 2023.

### Carrière internationale

#### Parcours junior avecles Bleuets(2015-2017)
Né et formé en France, il est appelé en équipe de France des moins de 18 ans pour disputer deux matchs amicaux en avril 2015 et inscrit un but face à la Belgique -18 ans (match nul, 3-3).
Convoqué par la sélection marocaine des moins de 19 ans en octobre 2015, il décline l'appel préférant rejoindre l'équipe de France des moins de 19 ans où il possède une place pour participer aux qualifications à l'Euro 2016. Il entre en jeu face au Liechtenstein -19 ans (victoire, 3-1) et à Gibraltar -19 ans où il délivre deux passes décisives sur une large victoire de 0-9 à l'extérieur. La suite des qualifications a lieu en mars 2016 contre le Danemark -19 ans (victoire, 4-0) et la Serbie -19 ans (victoire, 0-1). Le 20 mai 2016, il participe à un match de préparation à l'Euro 2016 face à la Corée du Sud -19 ans (défaite, 1-0). Convoqué par l'entraîneur Ludovic Batelli pour prendre part à la compétition, il est titulaire dans chaque match de la phase de poule : face à l'Angleterre -19 ans (défaite, 1-2 ; auteur d'une passe décisive), face à la Croatie -19 ans (victoire, 2-0) et face aux Pays-Bas -19 ans. Après une victoire en demi-finale, contre le Portugal -19 ans sur le score de 3 à 1, il participe à la finale face à l'Italie -19 ans où il délivre deux passes décisives (victoire, 4-0). Il est ainsi champion d'Europe avec des coéquipiers tels que Kylian Mbappé, Marcus Thuram et Paul Bernardoni.
Le joueur évolue par la suite avec l'équipe de France -20 ans ainsi que les espoirs. Il déclare à RMC Sport à propos de son choix international entre la France et le Maroc : « On ne sait pas de quoi l’avenir est fait. Pour l’instant, je suis en équipe de France avec les jeunes. Si je n’ai pas la possibilité d’aller plus haut, j’irai au Maroc. Mais là, je ne vois que la sélection des jeunes et la Coupe du monde qui arrive en mai. C’est mon objectif principal ». Avec les U20, il prend part en novembre 2016 à une double confrontation amicale face aux Pays-Bas -20 ans (matchs nuls, 0-0 et 1-1). Le 23 mars 2017, il est titularisé pour son premier match de préparation à la Coupe du monde U20 face au Sénégal -20 ans (victoire, 3-0). Deux jours plus tard, il est battu par l'Angleterre -20 ans (défaite, 0-1). À l'occasion du troisième et dernier match de préparation face au Portugal -20 ans, il entre en jeu et dispute 22 minutes (match nul, 2-2). Le groupe à la Coupe du monde de football des moins de 20 ans est composé de la France -20 ans, du Honduras -20 ans, du Vietnam -20 ans et de la Nouvelle-Zélande -20 ans. Il débute titulaire face au Honduras -20 ans et inscrit son premier but de la compétition (victoire, 3-0). Titulaire aussi lors du deuxième match face au Vietnam -20 ans (victoire, 4-0) qui assure la qualification en huitièmes de finale, il est mis au repos lors du troisième match face à la Nouvelle-Zélande -20 ans (victoire, 2-0). La France -20 ans est ensuite éliminée de la compétition en huitièmes de finale face à l'Italie -20 ans, match dans lequel il délivre une passe décisive (défaite, 1-2).
En août 2017, il reçoit une convocation de Sylvain Ripoll pour les qualifications à l'Euro espoirs 2019. Le 5 septembre 2017, il est titularisé pour le premier match face au Kazakhstan espoirs et dispute 57 minutes (victoire, 4-1). Peu après le match, une réunion a lieu entre le clan Amine Harit et la fédération française de football concernant un éventuel changement de nationalité sportive dans le but de jouer pour l'équipe du Maroc.

#### Équipe du Maroc (2017-)
Le 6 septembre 2017, au lendemain de son dernier match avec l'équipe de France espoirs, il annonce via son compte Twitter son arrivée au sein de l'équipe du Maroc. Il confirme quelques jours plus tard ce choix pour la sélection marocaine par une vidéo sur son compte Twitter,,. Il motive cette décision par sa volonté « de représenter [sa] famille comme il se doit ». Il souligne ainsi : « Ce n’est pas un choix qui date d’une semaine ou deux, c’est vraiment un choix mûrement réfléchi, depuis un an, voire un an et demi maintenant. Je pense que c’est le choix le plus difficile que j’ai eu à faire depuis le début de ma carrière et, aujourd’hui, j’en suis très fier ».
Le 7 octobre 2017, il fait sa première apparition dans un match officiel avec le Maroc, face au Gabon dans le cadre des qualifications pour la Coupe du monde 2018, en entrant en jeu à la 90e minute (victoire, 3-0). Le 12 octobre 2017, il honore sa deuxième sélection en étant titularisé dans un match amical face à la Corée du Sud. Il est ensuite convoqué par Hervé Renard pour tous les matchs de préparation à la Coupe du monde 2018, contre l'Ouzbékistan, l'Ukraine, la Slovaquie et l'Estonie, avant de faire partie de la liste des 23 sélectionnés pour prendre part au Mondial en Russie.
Il est titularisé le 15 juin 2018 à l'occasion du premier match (défaite, 0-1) du Maroc en Coupe du monde contre l'Iran. Il cède sa place à la 82e minute mais est désigné homme du match par la FIFA. Il ne rejoue qu'au troisième match (2-2) contre l'Espagne alors que le Maroc est déjà éliminé.

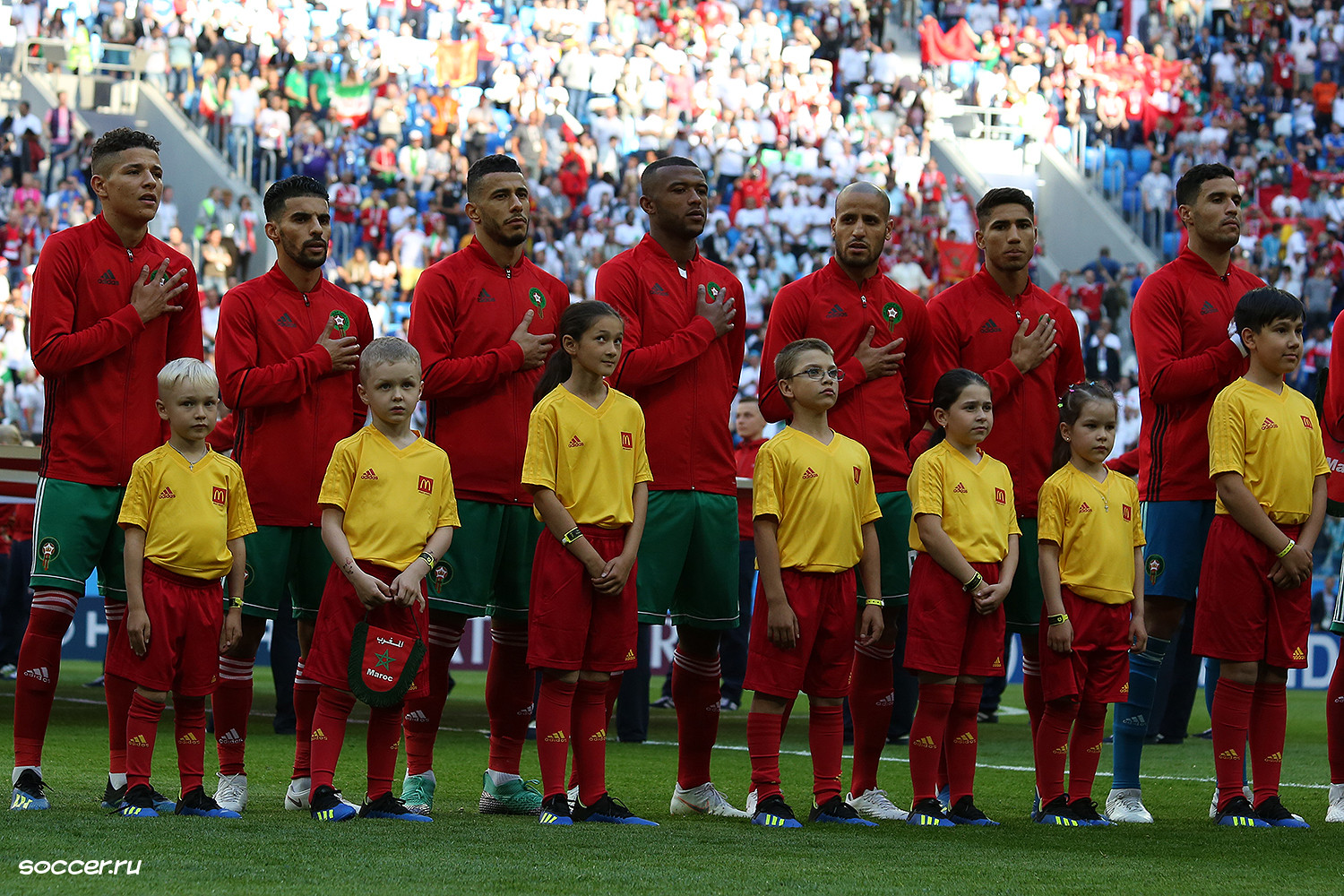
Harit (premier à gauche) lors de l'hymne national du Maroc en Coupe du monde 2018.
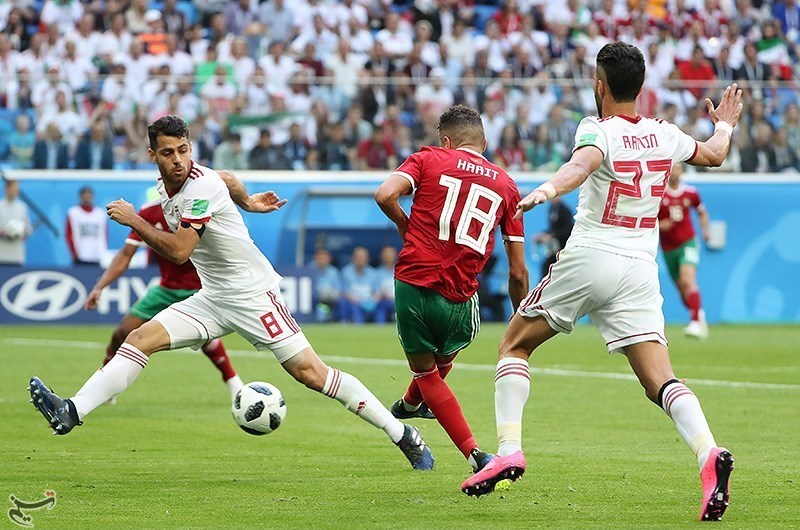
Harit (numéro 18) délivre une passe lors d'une action offensive.
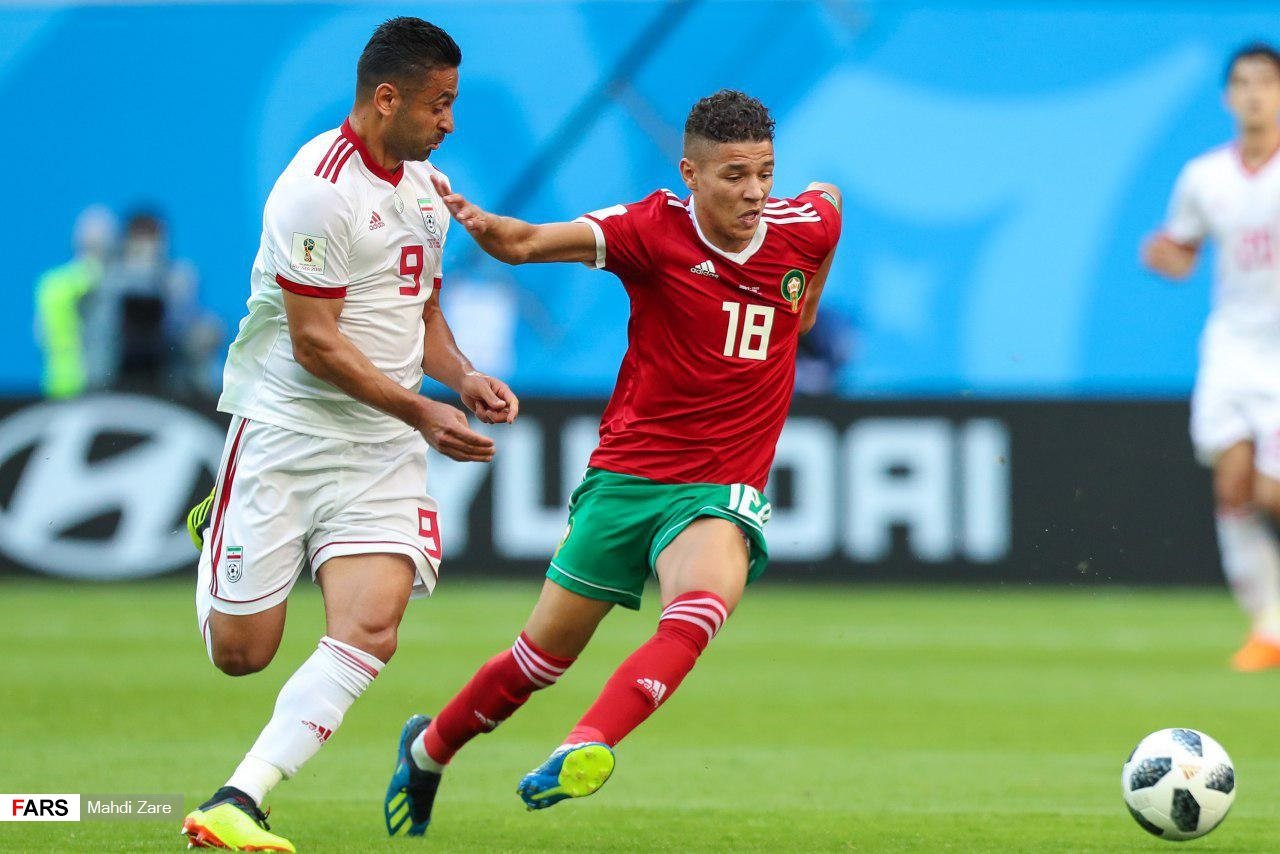
Harit en duel face à Omid Ebrahimi.
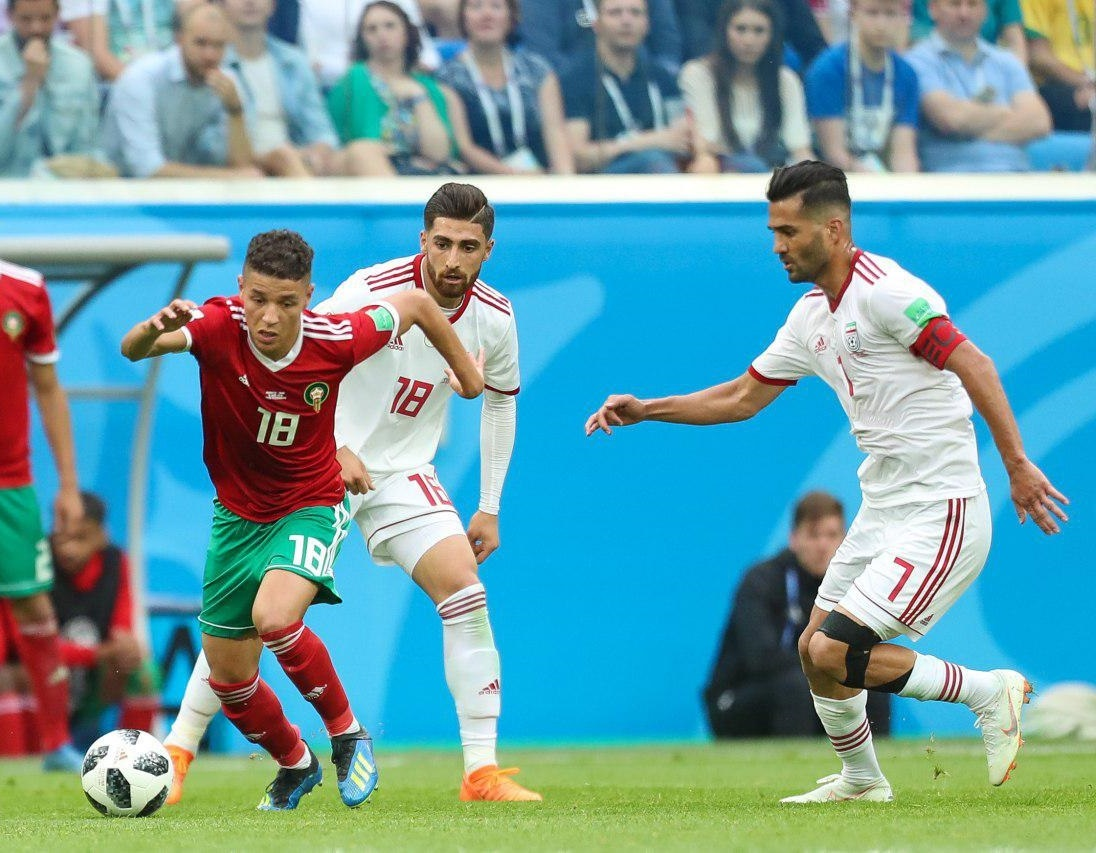
Harit après une récupération de ballon sur Alireza Jahanbakhsh.
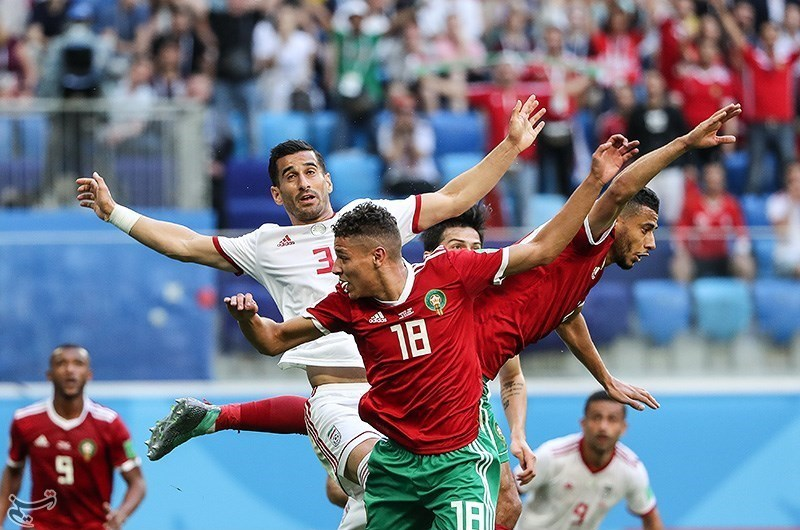
Duel aérien entre Harit et le capitaine iranien Ehsan Hajsafi.

À la suite d'un mauvais début de saison au FC Schalke 04 et de multiples blessures, il est éloigné de l'équipe du Maroc pendant un an. Il ne fait son retour en sélection que lors des matchs amicaux disputés en septembre et octobre 2019 contre le Burkina Faso (1-1), la Libye (1-1) et le Gabon (défaite, 2-3). Il n'est pas retenu lors des matchs de qualification pour la CAN 2021 en novembre 2019 contre la Mauritanie et le Burundi, car il n'a pas la confiance de Vahid Halilhodžić qui a succédé à Hervé Renard. Le sélectionneur adjoint Mustapha Hadji peine à convaincre le Bosnien des qualités d'Amine Harit, et ne lui obtient que 18 minutes sur 180 en novembre 2020 à l'occasion d'une double confrontation en qualification pour la CAN 2021 face contre République centrafricaine.
Il n'est toujours pas retenu lors des matchs de qualification pour Coupe du monde 2022 ni pour la Coupe d'Afrique des nations 2021. Cependant, bien que qualifié pour la Coupe du monde 2022 et quart-de-finaliste à la CAN 2021, Vahid Halilhodžić est sous le feu des pressions des supporters marocains et du président de la Fédération Fouzi Lekjaa ; ce qui explique peut-être en partie pourquoi le 25 mai 2022, Amine Harit apparaît sur la liste des joueurs retenus pour un match de préparation à la Coupe du monde 2022 et pour deux matchs qualificatifs pour la CAN 2023. Le 1er juin, il entre en jeu à la 70e minute en amical face aux États-Unis à Cincinnati et fait l'expérience d'une première grande défaite en sélection : (3-0),. Le 9 juin, il entre en jeu à la 68e minute face à l'Afrique du Sud lors du premier match des éliminatoires de la Coupe d'Afrique 2023 et délivre une passe décisive sur le but victorieux (victoire, 2-1),,. Le 13 juin, il est titularisé face au Liberia avant d'être remplacé à la 75e minute (victoire 2-0),.
Le 12 septembre 2022, il est convoqué par le nouveau sélectionneur du Maroc Walid Regragui pour un stage de préparation à la Coupe du monde 2022 et deux matchs amicaux, : le 23 septembre 2022, il entre en jeu à la 67e minute contre le Chili (victoire, 2-0),, puis il est titularisé le 27 septembre 2022 face au Paraguay (match nul, 0-0) avant d'être remplacé à la 64e minute.
Le 10 novembre 2022, il figure sur la liste officielle des 26 joueurs sélectionnés pour la Coupe du monde 2022 au Qatar. Cependant, le 13 novembre 2022, à la suite d'une entorse des ligaments croisés du genou gauche survenue lors de la dernière journée de Ligue 1 avant la trêve internationale pour la Coupe du monde, il doit déclarer forfait pour cette compétition.

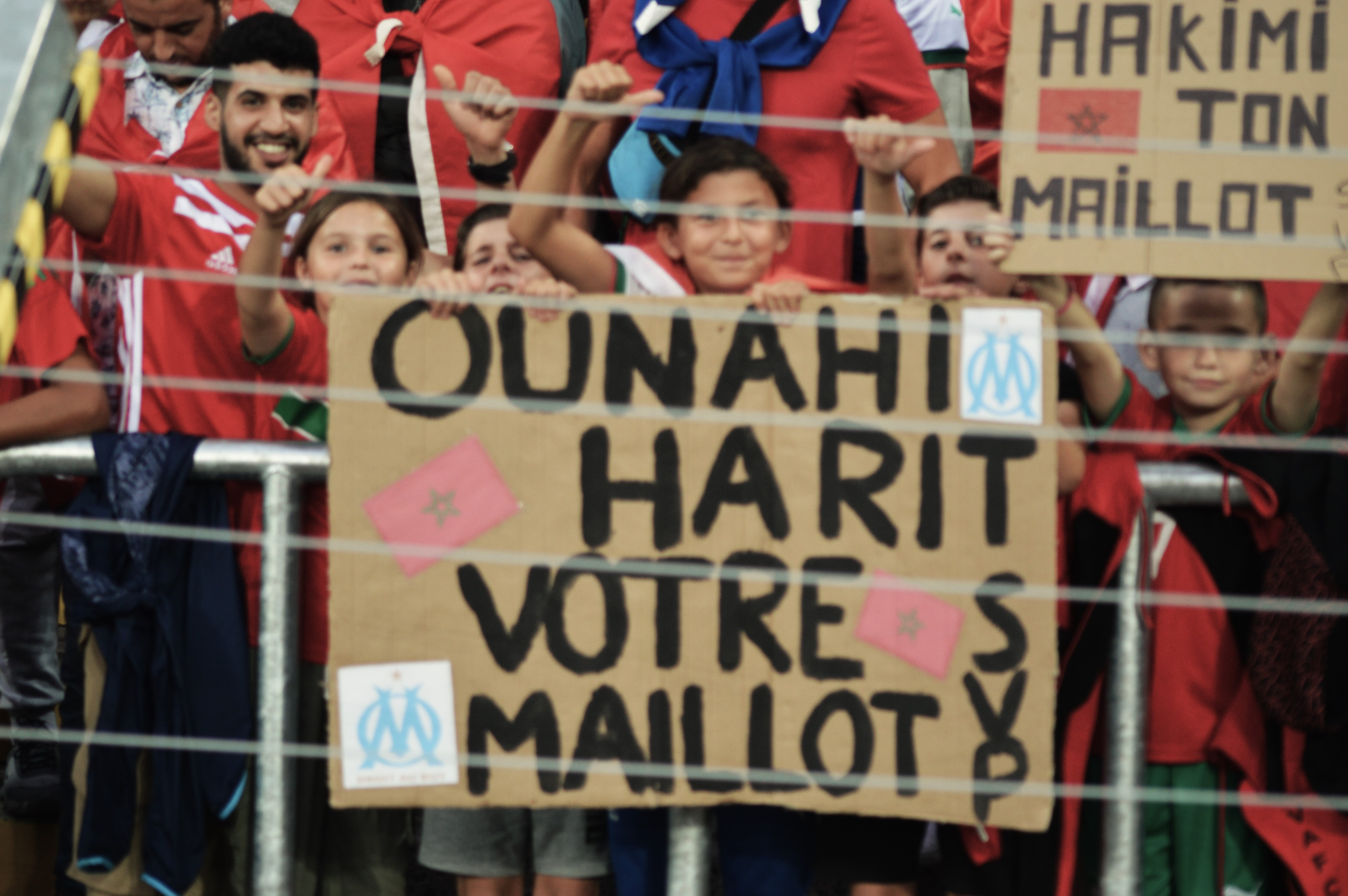
Supporters marocains de Harit en septembre 2023.

En septembre 2023, il ne peut honorer sa sélection pour le premier match de qualification pour la CAN 2023, puisque celui-ci est reporté à la suite du séisme survenu au Maroc,. En revanche, il entre en jeu à la 81e minute du  match amical maintenu et joué au Stade Bollaert-Delelis de Lens contre le Burkina Faso,. (victoire, 1-0),.
En octobre 2023, il est titularisé contre la Côte d'Ivoire en amical au Stade Félix-Houphouët-Boigny d'Abidjan (1-1), puis le 17 octobre contre le Liberia à Agadir, où il inscrit son premier but international sur une passe d'Achraf Hakimi (victoire, 3-0).
Le 28 décembre 2023, il est dans la liste des vingt-sept joueurs sélectionnés pour disputer la Coupe d'Afrique des nations 2023,,. Le 17 janvier 2024, lors de la CAN 2023, il sort du banc et contribue à la victoire du Maroc (3-0 )contre la Tanzanie au Stade Laurent Pokou de San-Pédro,.

## Style de jeu et personnalité
Joueur droitier pouvant évoluer sur les ailes ou en milieu offensif. À l'Olympique de Marseille il adopte le poste d'ailier intérieur gauche. Il décrit cette position ainsi : « Je suis un peu plus haut que par le passé, avec des latéraux également très hauts, ce qui me permet d’avoir une solution sur le côté et une autre devant avec l'attaquant ou en retrait avec un joueur avec qui je peux remiser. J’ai des partenaires un peu partout. Pour moi, c’est la meilleure position dans laquelle j’ai pu évoluer depuis que j'ai débuté ma carrière ». À ce poste de prédilection, il entre régulièrement dans l'intérieur du jeu pour apporter des solutions à droite, à gauche, devant et derrière. Il se distingue moins comme ailier à cause de la ligne de touche qui ferme son champ de vision.

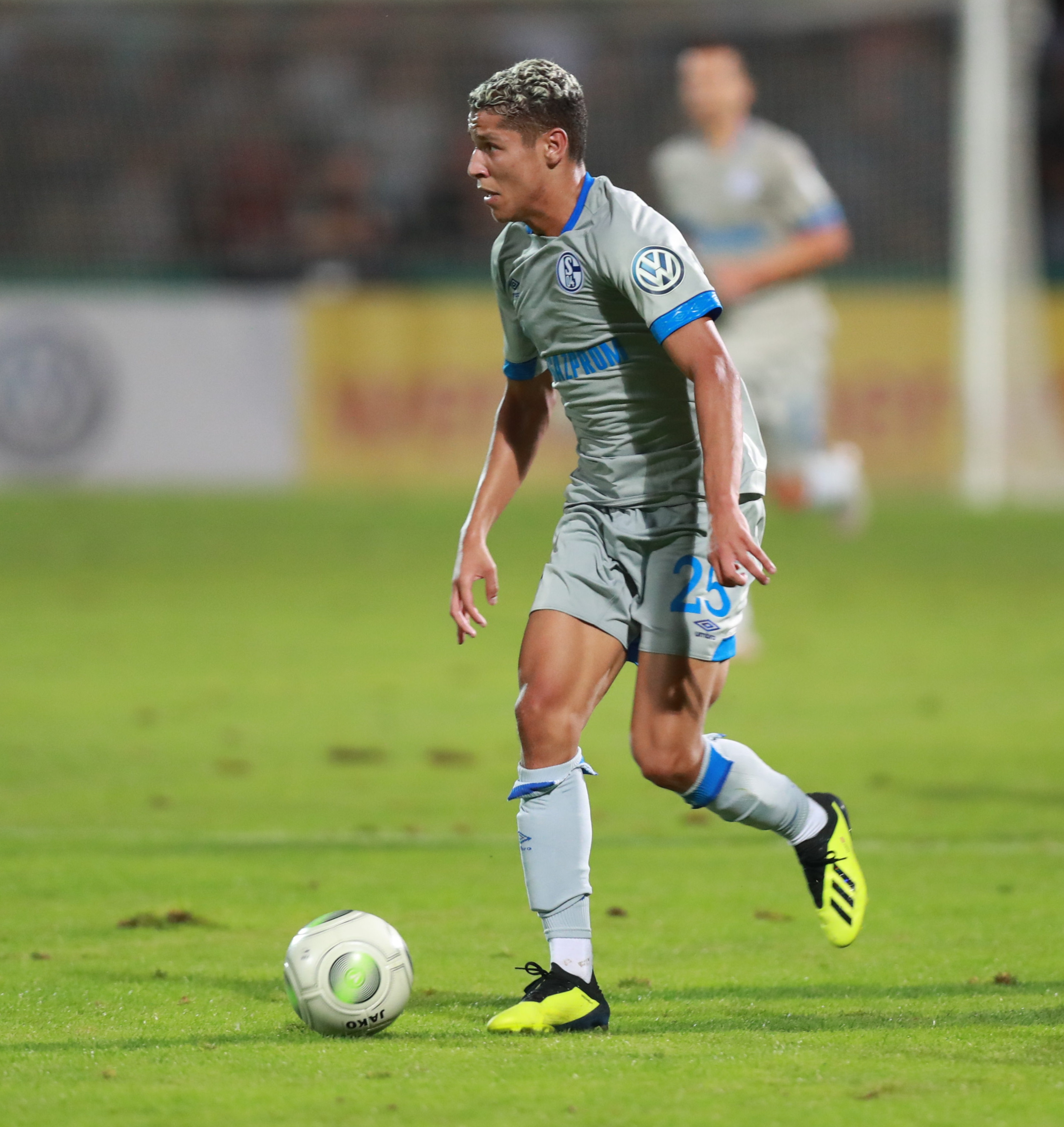
Amine Harit est un adepte des dribbles.

Il minimise son déficit de rendement en affirmant que « ça ne reflète pas le niveau d’un joueur sur un match ». Il déclare à propos de cela : « Les gens se connectent sur une application de résultats, ils voient que tu as mis un ou deux buts et ils se disent directement que tu es exceptionnel, alors que ça ne reflète pas forcément le match… On peut marquer et avoir fait un mauvais match. ». Joueur instinctif avec une bonne vision du jeu, il trouve une solution vers l'avant dans un laps de temps très court. Son jeu sans ballon se caractérise par le pressing, en défense comme en attaque.
Il se distingue par sa technique et sa rapidité. Il pratique le dribble depuis ses débuts dans le football en U9. Décrit par lui-même comme un talent inné, il réalise des gestes techniques avec la semelle, développant ses propres dribbles qui se font selon lui, naturellement. Perdant souvent des ballons lors de ces gestes techniques au FC Nantes ou au FC Schalke 04, il s'améliore et progresse dans le fait de faire les gestes au bon moment lors de son arrivée à l'Olympique de Marseille. En 2022, son entraîneur Jorge Sampaoli lui reproche de perdre des ballons bêtement. Harit explique à propos de sa progression : « Aujourd’hui, j’ai davantage la faculté à faire le geste juste au bon moment, alors qu’à mes débuts, je voulais juste dribbler pour dribbler. Ce qui ne fait pas forcément avancer le jeu. Je pense que depuis quelque temps maintenant, j’arrive à faire la différence entre le moment où il faut que je dribble, parce que c’est nécessaire à l’équipe, et celui où je dois jouer simple, surtout dans certaines zones du terrain. Avant, je prenais trop de risques dans des zones où je perdais juste de l’énergie. J’essayais de dribbler à 30 mètres de notre propre but pour rien, alors que ce qu’on me demandait, c’était d’être méchant et de faire la différence dans les 30 mètres adverses ».
L'une des autres qualités d'Amine Harit est le mental. Quand il est relégué sur le banc, il travaille d'arrache-pied à l'entraînement pour être meilleur aux yeux de ses entraîneurs et regagner sa place. Il a régulièrement eu des accrochages avec le sélectionneur Hervé Renard, mais s'est tout de même excusé, afin de garder une bonne relation. C'est un joueur qui a besoin de confiance pour pouvoir donner le maximum de lui-même. Il est souvent à l'écoute des joueurs ayant une meilleure connaissance que lui du football, des joueurs tels que Alexis Sánchez ou encore Hakim Ziyech. Amine Harit déclare : « Quand tu joues avec des joueurs de haut niveau devant, tu dois écouter par rapport à sa connaissance du football et ce qu’il représente ».
Après une blessure grave au genou en 2022, il fait preuve de volonté pour retrouver son meilleur niveau, en s'inspirant de Kobe Bryant, ancienne star de la NBA dont il admire la discipline et la persévérance, se levant aux aurores, gérant sa vie de famille, s'entraînant avec acharnement, et surmontant les obstacles, y compris les blessures. Harit a scruté chaque aspect de la vie de Kobe, en regardant des vidéos, pour apprendre de son expérience de blessure au Tendon calcanéen. Cette détermination lui a permis de canaliser son énergie pour revenir à son meilleur niveau.

## Statistiques

### En club
| Saison                | Club                          | Championnat           | Championnat | Championnat | Championnat | Coupe nationale | Coupe nationale | Coupe nationale | Coupe de la Ligue | Coupe de la Ligue | Coupe de la Ligue | Compétition(s) continentale(s) | Compétition(s) continentale(s) | Compétition(s) continentale(s) | Compétition(s) continentale(s) | Total | Total | Total |
| Saison                | Club                          | Division              | M.          | B.          | P.d.        | M.              | B.              | P.d.            | M.                | B.                | P.d.              | Comp.                          | M.                             | B.                             | P.d.                           | M.    | B.    | P.d.  |
| 2014-2015             | FC Nantes rés.                | CFA                   | 1           | 0           | -           | -               | -               | -               | -                 | -                 | -                 | -                              | -                              | -                              | -                              | 1     | 0     | 0     |
| 2015-2016             | FC Nantes rés.                | CFA                   | 14          | 1           | -           | -               | -               | -               | -                 | -                 | -                 | -                              | -                              | -                              | -                              | 14    | 1     | 0     |
| Sous-total            | Sous-total                    | Sous-total            | 15          | 1           | -           | -               | -               | -               | -                 | -                 | -                 | -                              | -                              | -                              | -                              | 15    | 1     | 0     |
| 2016-2017             | FC Nantes                     | Ligue 1               | 30          | 1           | 1           | 1               | 0               | 0               | 3                 | 0                 | 0                 | -                              | -                              | -                              | -                              | 34    | 1     | 1     |
| 2017-2018             | Schalke 04                    | Bundesliga            | 31          | 3           | 3           | 4               | 0               | 0               | -                 | -                 | -                 | -                              | -                              | -                              | -                              | 35    | 3     | 3     |
| 2018-2019             | Schalke 04                    | Bundesliga            | 18          | 1           | 1           | 2               | 0               | 0               | -                 | -                 | -                 | C1                             | 5                              | 0                              | 0                              | 25    | 1     | 1     |
| 2019-2020             | Schalke 04                    | Bundesliga            | 25          | 6           | 4           | 3               | 1               | 1               | -                 | -                 | -                 | -                              | -                              | -                              | -                              | 28    | 7     | 5     |
| 2020-2021             | Schalke 04                    | Bundesliga            | 28          | 2           | 5           | 3               | 0               | 0               | -                 | -                 | -                 | -                              | -                              | -                              | -                              | 31    | 2     | 5     |
| Sous-total            | Sous-total                    | Sous-total            | 102         | 12          | 13          | 12              | 1               | 1               | -                 | -                 | -                 | -                              | 5                              | 0                              | 0                              | 119   | 13    | 14    |
| 2021-2022             | Olympique de Marseille (prêt) | Ligue 1               | 23          | 4           | 4           | 2               | 1               | 0               | -                 | -                 | -                 | C3+C4                          | 3+6                            | 0                              | 0                              | 34    | 5     | 4     |
| 2022-2023             | Olympique de Marseille (prêt) | Ligue 1               | 10          | 0           | 0           | -               | -               | -               | -                 | -                 | -                 | C1                             | 6                              | 1                              | 2                              | 16    | 1     | 2     |
| 2023-2024             | Olympique de Marseille        | Ligue 1               | 28          | 1           | 2           | -               | -               | -               | -                 | -                 | -                 | C1+C3                          | 2+14                           | 0+1                            | 0+6                            | 44    | 2     | 8     |
| 2024-2025             | Olympique de Marseille        | Ligue 1               | 13          | 2           | 4           | 0               | 0               | 0               | -                 | -                 | -                 | -                              | -                              | -                              | -                              | 13    | 2     | 4     |
| Sous-total            | Sous-total                    | Sous-total            | 74          | 7           | 10          | 2               | 1               | 0               | -                 | -                 | -                 | -                              | 31                             | 2                              | 8                              | 107   | 10    | 18    |
| Total sur la carrière | Total sur la carrière         | Total sur la carrière | 221         | 21          | 24          | 15              | 2               | 1               | 3                 | 0                 | 0                 | -                              | 36                             | 2                              | 8                              | 275   | 25    | 33    |

### En équipe nationale
| Saison                | Sélection             | Phases finales        | Phases finales | Phases finales | Phases finales | Éliminatoires CDM | Éliminatoires CDM | Éliminatoires CDM | Éliminatoires CAN | Éliminatoires CAN | Éliminatoires CAN | Matchs amicaux | Matchs amicaux | Matchs amicaux | Total | Total | Total |
| Saison                | Sélection             | Compétition           | M              | B              | Pd             | M                 | B                 | Pd                | M                 | B                 | Pd                | M              | B              | Pd             | M     | B     | Pd    |
| --------------------- | --------------------- | --------------------- | -------------- | -------------- | -------------- | ----------------- | ----------------- | ----------------- | ----------------- | ----------------- | ----------------- | -------------- | -------------- | -------------- | ----- | ----- | ----- |
| 2017-2018             | Maroc                 | Coupe du monde 2018   | 1              | 0              | 0              | 1                 | 0                 | 0                 | -                 | -                 | -                 | 5              | 0              | 2              | 7     | 0     | 2     |
| 2018-2019             | Maroc                 | -                     | -              | -              | -              | -                 | -                 | -                 | 0                 | 0                 | 0                 | 0              | 0              | 0              | 0     | 0     | 0     |
| 2019-2020             | Maroc                 | -                     | -              | -              | -              | -                 | -                 | -                 | -                 | -                 | -                 | 3              | 0              | 0              | 3     | 0     | 0     |
| 2020-2021             | Maroc                 | -                     | -              | -              | -              | -                 | -                 | -                 | 1                 | 0                 | 0                 | -              | -              | -              | 1     | 0     | 0     |
| 2021-2022             | Maroc                 | -                     | -              | -              | -              | -                 | -                 | -                 | 2                 | 0                 | 1                 | 1              | 0              | 0              | 3     | 0     | 1     |
| 2022-2023             | Maroc                 | -                     | -              | -              | -              | -                 | -                 | -                 | -                 | -                 | -                 | 2              | 0              | 1              | 2     | 0     | 1     |
| 2023-2024             | Maroc                 | CAN 2023              | 3              | 0              | 0              | 1                 | 0                 | 0                 | 1                 | 1                 | 0                 | 3              | 0              | 0              | 8     | 1     | 0     |
| Total sur la carrière | Total sur la carrière | Total sur la carrière | 4              | 0              | 0              | 2                 | 0                 | 0                 | 4                 | 1                 | 1                 | 14             | 0              | 3              | 24    | 1     | 4     |

#### Matchs internationaux
Sélections en équipe du Maroc depuis le 7 octobre 2017.

#### Buts en sélection
| Buts avec l'équipe du Maroc de Amine Harit | Buts avec l'équipe du Maroc de Amine Harit | Buts avec l'équipe du Maroc de Amine Harit | Buts avec l'équipe du Maroc de Amine Harit | Buts avec l'équipe du Maroc de Amine Harit | Buts avec l'équipe du Maroc de Amine Harit | Buts avec l'équipe du Maroc de Amine Harit | Buts avec l'équipe du Maroc de Amine Harit | Buts avec l'équipe du Maroc de Amine Harit | Buts avec l'équipe du Maroc de Amine Harit |
| 0                                          | Date                                       | Lieu                                       | Compétition                                | Résultat                                   | Adversaire                                 | Détail                                     | Détail                                     | Détail                                     | Sél.                                       |
| ------------------------------------------ | ------------------------------------------ | ------------------------------------------ | ------------------------------------------ | ------------------------------------------ | ------------------------------------------ | ------------------------------------------ | ------------------------------------------ | ------------------------------------------ | ------------------------------------------ |
| 1er                                        | 17 octobre 2023                            | Stade Adrar, Agadir                        | Éliminatoires de la CAN 2023               | V 3-0                                      | Liberia                                    | 45e                                        | p. droit                                   | 1-0                                        | 19e                                        |

## Palmarès

### Palmarès collectiff
| FC Schalke 04                       | Olympique de Marseille           | France U19 (1)                       |
| ----------------------------------- | -------------------------------- | ------------------------------------ |
| - Bundesliga - Vice-champion : 2018 | - Ligue 1 - Vice-champion : 2022 | - Euro -19 ans (1) - Champion : 2016 |

### Distinctions personnelles
- Recrue de l'année en Bundesliga 2018[69]
- Mars d'Or du meilleur espoir marocain de l'année en 2018[70]
- Meilleur joueur de septembre 2019 en Bundesliga[71]
- Joueur du mois Olympien en septembre & octobre 2023[72],[73]
- Co-meilleur passeur de la Ligue Europa 2023-2024 : Avec 6 passes décisives, à égalité avec Jonathan Clauss.
- Homme du Match Maroc-Iran en Coupe du Monde 2018

## Affaire judiciaire et polémique

### Affaire judiciaire
Dans la nuit du vendredi 29 au samedi 30 juin, le 30 juin 2018, en vacances au Maroc après son retour de la Coupe du monde 2018 en Russie, alors qu'il conduit un véhicule Mercedes immatriculé en France dans une avenue de la ville de Marrakech, Harit est impliqué dans un accident de voiture dans lequel un piéton agent de sécurité est tué. Son jeune frère, âgé de quatorze ans, est aussi à bord du véhicule, une Mercedes,. Il n'est pas sous l'emprise de l'alcool ou de substances illicites.
Harit est libéré provisoirement et son passeport lui est confisqué en attendant son passage devant le procureur. Il reçoit le soutien de son club, le Schalke 04. Cependant, il paye une caution et récupère son passeport pour retourner dans son club. Harit écope finalement de quatre mois de prison avec sursis et d'une amende s'élevant à 8 600 dirhams (780 euros). Il règle les problèmes à l'amiable avec la famille du défunt. Amine Harit raconte à propos de cette période : « C'était le début d'une période très compliquée. J'ai beaucoup pensé à cette personne. Il faut comprendre que, malheureusement, des accidents comme ça arrivent tous les jours. Mes parents sont d'abord allés voir la famille du défunt, moi je n'étais pas bien du tout donc je leur ai parlé au téléphone. Je me suis senti un petit peu mieux une fois que j'ai parlé à la maman, à la famille, c'est ça qui me pesait le plus. Ils m'ont dit qu'ils ne m'en voulaient pas, je leur suis vraiment reconnaissant. ».

### Polémique
Le 20 mars 2020, Harit est pris en flagrant délit dans un bar à chicha à Essen lors d'une intervention policière à 1h30 du matin en pleine pandémie de Covid-19. Censé être confiné chez lui, le joueur n'a pas respecté les mesures imposées par son club. Il est alors sujet d'un grand débat en Allemagne et en France où l'information est relayée par la presse. Le directeur technique de Schalke 04 Jochen Schneider confirme l'information en déclarant : « Il est vrai qu’Amine était là avec un ami. C’est une erreur qu’il a maintenant également reconnue. Je lui ai encore une fois rappelé la gravité de la situation actuelle. Dans cette situation de crise grave, les choses qui étaient normales hier ne peuvent plus être tolérées aujourd’hui. Amine est très désolé et cela ne se reproduira plus. ».

## Vie privée
Amine Harit est marié et a deux enfants (une fille née le 27 mai 2019 et un garçon né le 6 juillet 2020),.

### Humanitaire
Le 9 septembre 2023, alors qu'il se trouve à Agadir en prévision d'un match de qualification pour la Coupe d’Afrique, il se présente à l'hôpital avec ses coéquipiers de la sélection marocaine pour un don de sang en faveur des blessés lors du séisme au Maroc,,.

## Sources
- Mathieu Grégoire, « Amine Harit (Marseille) : « J'ai besoin de me sentir aimé » », L'Équipe,‎ 5 mai 2022 (lire en ligne)
- Dimitry Jaffrès, « OM : Harit se voit en héritier de Payet », Foot Mercato,‎ 29 septembre 2022 (lire en ligne)